# Postfeld
Postfeld ist eine Gemeinde im Kreis Plön in Schleswig-Holstein.

## Geografie

### Geografische Lage
Das Gemeindegebiet von Postfeld erstreckt sich südwestlich vom Postsee, an dessen süd- und südwestlichem Ufer beginnend, in der Region Barkauer Land des Naturraums Ostholsteinisches Hügel- und Seenland (NW). Die Alte Schwentine bildet teilweise die östliche Gemeindegrenze. Im Gemeindegebiet mündet daneben auch die Nettelau in den Postsee.

### Gemeindegliederung
Neben dem Dorf gleichen Namens befindet sich auch der Wohnplatz Bormsdorf, eine Häusergruppe, im Gemeindegebiet.

### Nachbargemeinden
Direkt angrenzende Gemeindegebiete von Postfeld sind:
|           | Honigsee                                    | Pohnsdorf |
| Barmissen | Kompassrose, die auf Nachbargemeinden zeigt | Kühren    |
|           | Nettelsee                                   | Löptin    |

## Geschichte
Der Ort entstand aus den Walddörfern des Klosters Preetz, in dessen Besitz sie von 1224 bis 1325 waren. Der Ort hieß ursprünglich Porsvelde. Die Walddörfer waren durch Rodungen in der Isarnhoe, dem undurchdringlichen Wald, entstanden.
Im Jahre 1652 wurden zwei Einwohnerinnen von Postfeld als Hexen angeklagt und vermutlich hingerichtet.
Im Jahre 1748 wurde die Schule erstmals erwähnt.

## Politik

### Gemeindevertretung
Bei der Kommunalwahl am 14. Mai 2023 wurden insgesamt neun Sitze vergeben. Von diesen erhielt die Postfelder Wählergemeinschaft sechs Sitze und die Unabhängige Wählergemeinschaft Postfeld drei Sitze.

### Wappen
Blasonierung: „Unter blauem Schildhaupt, darin drei goldene Garben, in Silber ein rotes Mühlrad.“

## Wirtschaft und Infrastruktur

### Wirtschaftsstruktur
Das Gemeindegebiet ist historisch überwiegend von der landwirtschaftlichen Urproduktion geprägt. Heute befinden sich noch fünf landwirtschaftliche Betriebe im Gemeindegebiet. Viele Einwohner pendeln heute zu ihren Arbeitsplätzen in die umliegenden größeren Wirtschaftszentren. Daneben haben sich im Ort einige Firmen und Selbständige angesiedelt.

### Verkehr
Jenseits der südlichen Gemeindegrenze von Postfeld führt etwa 10 km südlich von Kiel die Bundesstraße 404 nach Bad Segeberg. Der Streckenabschnitt in der Nachbargemeinde Nettelsee befindet sich im Ausbau zur Autobahn (BAB 21). Von Süden kommend führt aus dem Gemeindegebiet von Nettelsee die Plöner Kreisstraße 34 in die Gemeinde. In der gemeindezugehörigen Dorflage endet sie an der Kreisstraße 10, die die Verbindung nach Sieverstedt zur schleswig-holsteinischen Landesstraße 49 herstellt.